# Iza
Iza je řeka v severním Rumunsku, je levým přítokem Tisy. Délka toku je 83 km, rozloha povodí činí 1303 km².
Pramen Izy se nachází ve výšce 1200 , n. m. pod vrcholem Pietrosul v pohoří Rodna. Řeka teče ne severozápad Marmarošskou kotlinoujako její hlavní tok. Do řeky Tisy se vlévá u Sighetu Marmației.
V údolí řeky se nachází velký počet dřevěných kostelů, které jsou na seznamu světového dědictví UNESCO. Nejznámější kostel Narození Panny Marie se nachází v obci Ieud.